# Dean-Carlos Manibog
Dean-Carlos Manibog (ur. 28 czerwca 1968 w Los Angeles) – filipiński zapaśnik walczący w stylu wolnym. Olimpijczyk z Seulu 1988, gdzie zajął 25. miejsce w wadze koguciej.
Jego ojciec Gonzalo Manibog również był zapaśnikiem i olimpijczykiem z 1952 roku.

## Letnie Igrzyska Olimpijskie 1988
| Konkurencja      | Rundy eliminacyjne    | Rundy eliminacyjne       | Klas. końcowa |
| Konkurencja      | Przeciwnik I          | Przeciwnik II            | Miejsce       |
| ---------------- | --------------------- | ------------------------ | ------------- |
| 68 kg styl wolny | Kōsei Akaishi (JPN) P | Herminio Hidalgo (PAN) P | 25.           |